# اره‌ماهی
ارّه‌ماهی (نام علمی: Pristidae) خانواده‌ای از ماهی‌های غضروفی است که معمولاً به خاطر دماغ بسیار بلندشان به این نام شناخته می‌شوند و گاهی تا ۷ متر (۲۳ فوت) رشد می‌کنند.
این ماهی‌ها نباید با اره‌کوسه‌ها که ظاهری مشابه دارند اشتباه شوند. این ماهی‌ها در خلیج فارس و دریای عمان زندگی می‌کنند و کبد آن‌ها دارای مقدار زیادی چربی است که باعث می‌شود شکار آن‌ها دارای ارزش اقتصادی باشد.
تمام گونه‌های این ماهی به‌طور بحرانی در خطر انقراض قرار دارند و در سیاهه IUCN به عنوان CR طبقه‌بندی می‌شوند.

## منابع

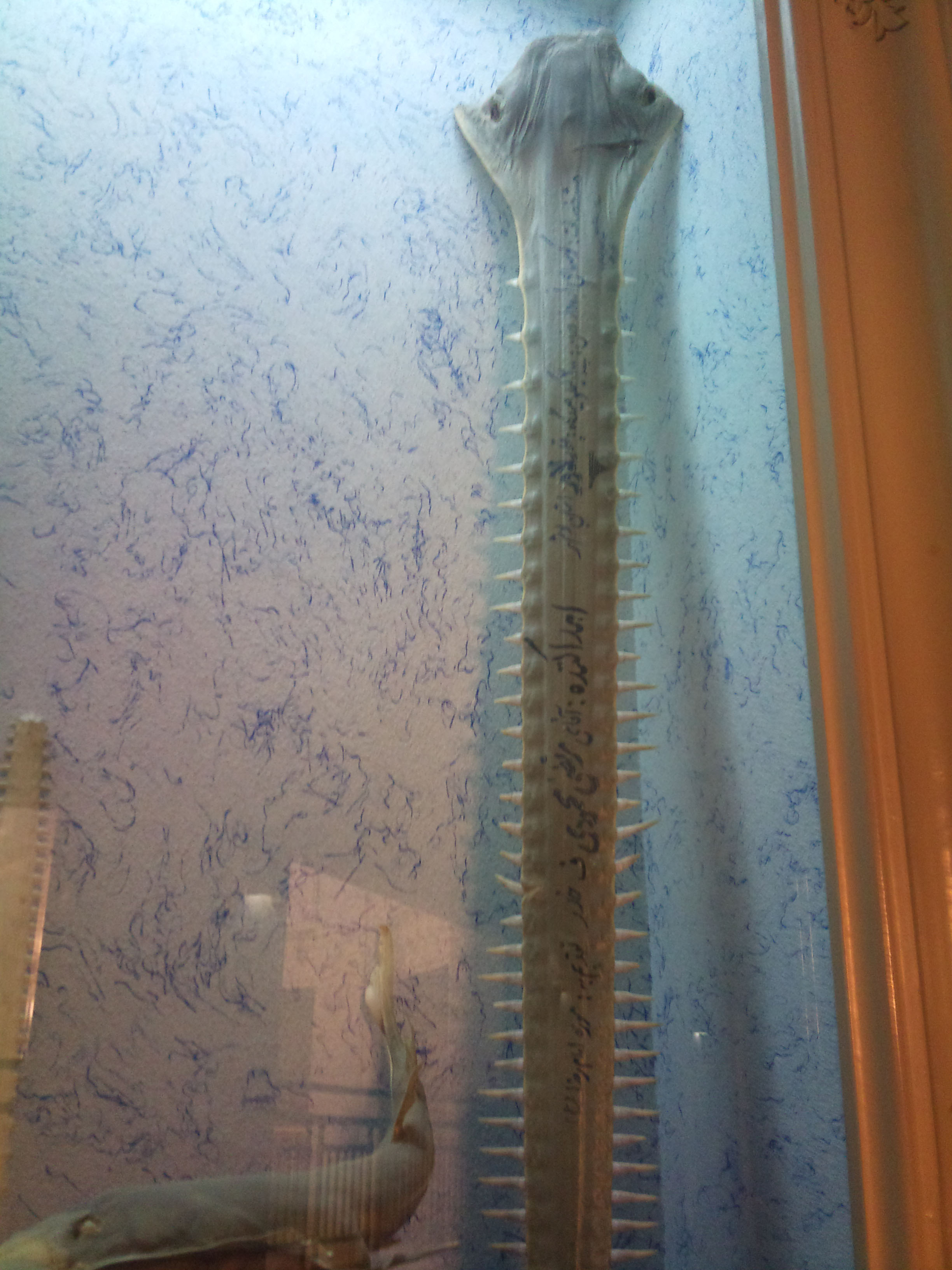
اره ماهی تاکسی درمی شده